# Hard Luck Woman
«Hard Luck Woman» — песня группы Kiss с их студийного альбома 1976 года Rock and Roll Over.
Вокал на песне исполняется барабанщиком группы Питером Криссом хриплым, похожим на Рода Стюарта голосом.
Как пишет музыкальный сайт AllMusic, это одна из песен, что нехарактерны для группы Kiss. Пол Стэнли написал её для Рода Стюарта, думая, что эта акустическая баллада, похожая по стилю на «Maggie May», ему подойдёт. Но Род Стюарт по каким бы то ни было причинам так её и не записал, и Пол Стэнли предложил её Питеру Криссу, который ранее в том же 1976 году спел симфоническую балладу «Beth», которая также была для славившейся своими тинейджеровкими гимнами группы Kiss нехарактерна и при этом стала большим международным хиттом и завоевала для Kiss новую, ориентированную на поп-музыку аудиторию.
Песня «Hard Luck Woman» стала ещё одним заметным хитом и продолжила (вслед за «Beth») завоёвывать группе поклонников среди любителей поп-музыки.
На концертах группа Kiss с тех пор её играет редко.